# Paulo Ghiraldelli
Paulo Ghiraldelli Júnior (São Paulo, 23 de agosto de 1957) é um filósofo, youtuber, professor e escritor brasileiro.

## Biografia
Paulo Ghiraldelli formou-se bacharel em filosofia pela Universidade Presbiteriana Mackenzie. Tornou-se mestre e doutor em filosofia pela Universidade de São Paulo (USP). Também é mestre e doutor em filosofia e história da educação pela Pontifícia Universidade Católica de São Paulo (PUC-SP), além de possuir pós-doutorado em medicina social pela Universidade do Estado do Rio de Janeiro (UERJ).
Ghiraldelli trabalhou como pesquisador na Nova Zelândia e nos Estados Unidos, onde travou amizade com o filósofo pragmatista Richard Rorty, que foi uma de suas influências.[carece de fontes?]
É fundador e diretor do Centro de Estudos em Filosofia Americana, instituto de pesquisas focado em diversos aspectos da filosofia estadunidense e, de modo mais amplo, com o pragmatismo em diversos países e que tem como presidente de honra o filósofo americano Donald Davidson.
O filósofo fundou junto com Paulo Margutti o GT Pragmatismo, Filosofia Americana e Crítica Cultural da Associação Nacional de Pós-graduação em Filosofia (ANPOF). O centro de pesquisa possui a revista Redescrições desde 2009.
Ghiraldelli iniciou seu canal no YouTube em 2006. Porém, começou a publicar vídeos com mais regularidade a partir de 2019, quando teve início o governo Jair Bolsonaro, ao qual o filósofo faz oposição, buscando apresentar análises políticas para fomentar a reflexão, o pensamento e a consciência crítica acerca do governo, preferindo isso à filiação partidária.

## Posicionamentos
Em entrevista, Ghiraldelli define sua filosofia

A filosofia que desenvolvo é a que batizei como desbanalização do banal. Ela é feita a partir da história da filosofia e de seu contato com o cotidiano. Faço diferente da filosofia crítica (Kant-Marx) e da filosofia como terapia (Wittgenstein). No primeiro caso, há a saída da Caverna (Ideologia) para o encontro com o Real, no segundo há a dissolução dos problemas filosóficos a partir da linguagem. No meu caso, tomo o que é muito visto, não o que é oculto ou o que estaria mascarado, tomo o que é não interessante, o que é banal para, então, redescrevê-lo (Rorty) e formular narrativas que possam desbanalizá-lo, torná-lo algo que levem as pessoas a não mais tropeçar neles como banais. Fiz isso em dezenas de livros, especialmente no O corpo, da Ática, e no A aventura da filosofia, da Manole. Também é Filosofia e história da educação brasileira (Manole) há esse procedimento.— «.:: Entrevistando o filósofo Paulo Ghiraldelli - Só Filosofia - Entrevista ::.». www.filosofia.com.br. Consultado em 23 de agosto de 2017

## Livros
É autor de mais de 70 livros em filosofia e educação.
Em 2019, Ghiraldelli Junior publicou A Filosofia Explica Bolsonaro, pela editora Leya. A obra tenta explicar, através da filosofia, o Brasil durante o governo Jair Bolsonaro. Dentro de um mês, o livro figurou entre os mais vendidos do Brasil e chegou à sua segunda edição.
Em 2020, Paulo Ghiraldelli lançou em meio digital, pela CEFA Editorial, o livro República Brasileira: de Deodoro a Bolsonaro e ainda em 2020 o livro Narrativas Contemporâneas. Entre o lançamento desse livro e o do A Filosofia Explica Bolsonaro, lançou também o 10 Lições sobre Sócrates em 2019.

## Polêmicas
No dia 18 de novembro de 2013, em um evento de filosofia em que Ghiraldelli estava presente, alunos da Universidade Federal Rural do Rio de Janeiro (UFRRJ) fizeram um protesto contra atos de discriminação que o filósofo recorrentemente estaria praticando durante as aulas. De acordo com os estudantes, estereótipos de natureza homofóbica, preconceituosa e racista vinham sendo dirigidos aos alunos. Ghiraldelli abandonou o evento, registrou a ocorrência no Departamento de Polícia local e afirmou aos jornais não reconhecer nenhum de seus alunos entre os manifestantes.
No final de dezembro de 2013, a então âncora do SBT Brasil, Rachel Sheherazade, acusou Ghiraldelli de incentivar internautas a violentá-la. No Facebook, postagens desejavam que a apresentadora fosse estuprada. Sheherazade ameaçou processar Ghiraldelli, que afirmou ter sido vítima de hackers e apagou as mensagens. Ela afirmou no antigo Twitter, atual X, que a liberdade de expressão termina onde começa a calúnia e a incitação ao crime. Além disso, pediu ajuda aos amigos para denunciar o filósofo e sugeriu uma ação penal. Ghiraldelli negou ser o autor das postagens e se disse surpreso com a reação dela.
Em fevereiro de 2016, Ghiraldelli gerou polêmica ao afirmar que "Jesus era pedófilo" por amar as "criancinhas". Em sua defesa, o filósofo se apoiou no significado original do termo na antiguidade: certo de que a palavra pedofilia quando remonta ao grego παῖς, παιδός (paîs, paidós [criança]) e φιλία (philía [amor amigável]) apresenta o significado de "amigo de crianças", Ghiraldelli argumentou ter usado o termo nesse sentido e não no sentido de um transtorno psiquiátrico (paedophilia erotica). Em fevereiro de 2020 ele repostou o texto sob o título A pedofilia de Augusto Nunes em resposta ao jornalista Augusto Nunes.
Em março de 2022, a Justiça Federal da 3ª Região condenou Ghiraldelli por injúria, após ele ter chamado a deputada Tabata Amaral (PSB-SP) de “falsa e vagabunda” em um vídeo de fevereiro de 2020. No vídeo, Ghiraldelli acusou Tabata de se alinhar à direita e se referiu a ela como uma "grande farsa política". Tabata respondeu postando sobre o assunto, criticando a hipocrisia em suas ofensas, e afirmando que há machismo nas críticas que recebe. A Justiça notou que o filósofo não editou o vídeo para remover as ofensas, apesar de dizer que se arrependeu.